# Lawrence Gowan
Lawrence Gowan, känd som Gowan, född 22 november 1956 i Glasgow, Skottland, är en skotsk-kanadensisk keyboardist och sångare. 
Gowan, som är uppvuxen i Scarborough i Ontario, är medlem i det amerikanska pomprockbandet Styx där han ersatte Dennis DeYoung 1999. Gowan hade på 1980-talet stora framgångar som soloartist i sitt hemland Kanada och vann bland annat flera Juno Awards som bästa manliga sångare 1985, 1987 och 1991. Hans största hit som soloartist är miniopuset "A Criminal Mind" ifrån albumet Strange Animal som kom 1985. Även uppföljarna Great Dirty World (1987) och Lost Brotherhood (1990) blev stora framgångar i hemlandet. På det sistnämnda albumet medverkar även gitarristen Alex Lifeson (Rush).
Gowan spelade med Styx i Sverige 2005 och 2011 på Sweden Rock Festival.

## Diskografi
Studioalbum
- 1982 – Gowan
- 1985 – Strange Animal
- 1987 – Great Dirty World
- 1990 – Lost Brotherhood
- 1993 – ...but you can call me Larry
- 1995 – The Good Catches Up

Livealbum
- 1996 – Sololive: No Kilt Tonight

Samlingsalbum
- 1997 – Gowan au Québec
- 1997 – Best of
- 1998 – Homefield